# Tufão Hagibis
O tufão Hagibis, foi um grande e caro ciclone tropical que causou destruição generalizada no Japão. A trigésima oitava depressão, nono tufão e terceiro supertufão da temporada de tufões do Pacífico de 2019, foi o tufão mais forte a atingir o Japão continental em décadas e um dos maiores tufões já registrados, com um diâmetro máximo de força de vendaval de 825 nmi (949 mi; 1,528 km). O tufão chamou a atenção da mídia global, pois afetou muito a Copa do Mundo de Rugby de 2019, sediada no Japão. Hagibis também foi o tufão mais mortífero a atingir o Japão desde o tufão Fran em 1976.
Hagibis se desenvolveu a partir de um distúrbio tropical localizado a algumas centenas de quilômetros ao norte das Ilhas Marshall em 2 de outubro de 2019. O Joint Typhoon Warning Center emitiu um alerta vermelho de formação de ciclone tropical - observando que o distúrbio pode sofrer uma rápida intensificação ao ser identificado como uma depressão tropical. No dia seguinte, 3 de outubro, tanto a Agência Meteorológica do Japão quanto o Joint Typhoon Warning Center começaram a emitir alertas sobre a depressão tropical 20W. A depressão manteve a mesma intensidade enquanto viajava para o oeste em direção às Ilhas Marianas em 4 de outubro, mas em 5 de outubro, 20W começou a sofrer uma rápida intensificação e no início daquele dia, o sistema foi emitido com o nome "Hagibis" pela JMA, que significa velocidade em filipino. As temperaturas da superfície do mar e o cisalhamento do vento tornaram-se extremamente favoráveis para a ciclogênese tropical e Hagibis começou uma intensificação extremamente rápida em 6 de outubro e se tornou um supertufão de categoria 5 em menos de 12 horas - o segundo da temporada de tufões de 2019 no Pacífico. Aproximando-se das áreas desabitadas das Ilhas Marianas, Hagibis exibiu excelente convecção, bem como uma circulação bem definida. O sistema desenvolveu um olho pinhole e pousou nas Ilhas Marianas do Norte com intensidade máxima, com ventos sustentados de 195 km/h em 10 minutos. e uma pressão central de 915 hPa (27,02 inHg ).
A interação com a terra não afetou muito Hagibis, mas como o sistema continuou a se mover para o oeste, ele passou por um ciclo de substituição da parede do olho, o que é comum para todos os ciclones tropicais de intensidade semelhante. A parede interna do olho foi roubada de sua umidade necessária e Hagibis começou a enfraquecer, mas a tempestade desenvolveu um olho grande e cheio de nuvens, que então ficou claro e Hagibis se fortaleceu novamente para atingir seu segundo pico. Viajando em direção ao Japão, Hagibis encontrou alto cisalhamento vertical do vento e sua parede interna do olho começou a se degradar, e as paredes externas do olho rapidamente erodiram quando seu centro começou a ser exposto. Em 12 de outubro, Hagibis atingiu a costa do Japão às 19h00 JST (10h00 UTC ) na Península de Izu, perto de Shizuoka. Então, uma hora depois às 20h00 JST, (11h00 UTC ), Hagibis fez seu segundo pouso no Japão na área da Grande Tóquio. O cisalhamento do vento estava agora em 60 kn (69 mph; 110 km/h), e a estrutura de Hagibis se despedaçou ao acelerar a 34 kn (39 mph; 63 km/h) norte-nordeste em direção a condições mais hostis. Em 13 de outubro, Hagibis tornou-se uma baixa extratropical e o JMA e o JTWC emitiram seus avisos finais sobre o sistema. No entanto, o remanescente extratropical de Hagibis persistiu por mais de uma semana, antes de se dissipar em 22 de outubro. Hagibis causou uma destruição catastrófica em grande parte do leste do Japão. Hagibis gerou um grande tornado em 12 de outubro, que atingiu a área de Ichihara na província de Chiba durante o início de Hagibis; o tornado, junto com um terremoto de magnitude 5,7 na costa, causou danos adicionais nas áreas danificadas por Hagibis. Hagibis causou $ 17,9 bilhões (2019 USD) em danos, tornando-se o tufão mais caro já registrado.

## História meteorológica
No início de outubro, uma área ampla e mal organizada de tempestades persistiu por mais de 1,500 km a leste de Guam. Com condições atmosféricas favoráveis e temperaturas quentes da superfície do mar prevalecendo, o Joint Typhoon Warning Center (JTWC) começou a observar a possibilidade de ciclogênese tropical em 4 de outubro, eventualmente emitindo um Alerta de Formação de ciclone tropical no dia seguinte. O sistema inicialmente permaneceu estacionário, consolidando um centro de circulação nos níveis mais baixos da atmosfera. A Agência Meteorológica do Japão (JMA) declarou o distúrbio uma depressão tropical às 00h00 UTC em 5 de outubro. Na época, o sistema era 1,030 km (640 mi) a nordeste de Pohnpei, desenvolvendo rapidamente nuvens cumulonimbus em torno de seu centro e estabelecendo um escoamento propício à medida que seguia para oeste ao redor da periferia de uma área de alta pressão. A depressão tropical tornou-se uma tempestade tropical às 18h00 UTC em 5 de outubro enquanto 1,560 km (970 mi) a leste de Guam, ganhando o nome de Hagibis. Uma banda de chuva curva dominante começou a envolver o centro de Hagibis, significando mais organização. em 6 de outubro, a tempestade fez uma ligeira curva para oeste-sudoeste e iniciou um período acelerado de intensificação dentro de um ambiente com baixo cisalhamento do vento e sobre águas quentes, atingindo forte intensidade de tempestade tropical às 12h00 UTC e força do tufão seis horas depois, quando desenvolveu um pequeno olho.
O tufão Hagibis entrou em um período de intensificação explosiva em 7 de outubro, com sua pressão central caindo 55 mbar (hPa; 1,62 inHg) em 12 horas de acordo com o JMA. As estimativas do JTWC sugeriram um 185 km/h (115 mph) aumento nos ventos máximos da tempestade em 22 horas. Durante esta fase, Hagibis manteve um olho pinhole 9 km (5,6 mi) de largura, circundado por uma parede ocular altamente compacta e bem definida. A taxa de intensificação foi uma das mais rápidas observadas no Pacífico Ocidental. De acordo com o JMA, Hagibis atingiu seu pico de intensidade às 09h00 UTC em 7 de outubro com uma pressão mínima de 915 mbar (hPa; 27,02 inHg) e ventos sustentados de 10 minutos de 195 km/h ; Hagibis manteria essa intensidade por 72 horas. O JTWC classificou Hagibis como um super tufão no início do dia 7 de outubro, e posteriormente avaliou ventos sustentados de pico de 1 minuto de 295 km/h (185 mph), quando Hagibis passou ao sul de Anatahan, nas Ilhas Marianas do Norte. Hagibis foi extraordinariamente rápido em sua jornada pelas Ilhas Marianas, viajando com um movimento de avanço de 27–34 km/h (17–21 km/h).

O tufão Hagibis atingiu o Japão, primeiro na Península de Izu e depois perto de Yokohama

Após passar pelas Ilhas Marianas, Hagibis iniciou um ciclo de substituição da parede ocular, o que fez com que terminasse a fase de rápida intensificação. Quando a parede primária do olho começou a erodir, o JTWC rebaixou o tufão para uma categoria Super tufão equivalente a 4 às 00h00 UTC em 8 de outubro. Várias horas depois, Hagibis completou o ciclo de substituição da parede ocular e se reintensificou para a categoria Intensidade equivalente a 5, atingindo um pico de intensidade secundário com ventos sustentados de 1 minuto de 280 km/h (175 km/h). Hagibis começou a enfraquecer em 10 de outubro, quando as temperaturas da superfície do mar diminuíram e o cisalhamento do vento aumentou. O fortalecimento moderado foi previsto logo após o rebaixamento de Hagibis para um tufão de categoria 3, mas essa previsão não se concretizou, pois a tempestade se aproximou da terra e suas faixas de chuva externas começaram a erodir.
Após um enfraquecimento gradual, o Hagibis atingiu Shizuoka como um tufão equivalente à categoria 2, com ventos sustentados de 1 minuto de 155 km/h (96 km/h), por volta das 08h30 UTC em 12 de outubro. Enquanto sobrevoava o Japão, Hagibis tornou-se desorganizado devido ao forte cisalhamento do vento e eventualmente tornou-se extratropical em 13 de outubro. Depois, o remanescente extratropical de Hagibis acelerando para nordeste, pelos próximos dias. De 16 a 20 de outubro, Hagibis fez uma volta no sentido anti-horário sobre o oeste do Mar de Bering, enquanto enfraquecia gradualmente. Posteriormente, o remanescente de Hagibis derivou para o sudoeste e depois para o leste, antes de se dissipar em 22 de outubro.

## Preparações

### Guam e as Ilhas Marianas do Norte
Ordens de evacuação para Guam e Ilhas Marianas foram feitas em 7 de outubro. O presidente dos EUA, Donald Trump, aprovou uma declaração de emergência para essas ilhas antes de Hagibis. As ilhas de Saipan, Tinian, Alamagan e Pagan receberam alertas de tufão.

### Japão

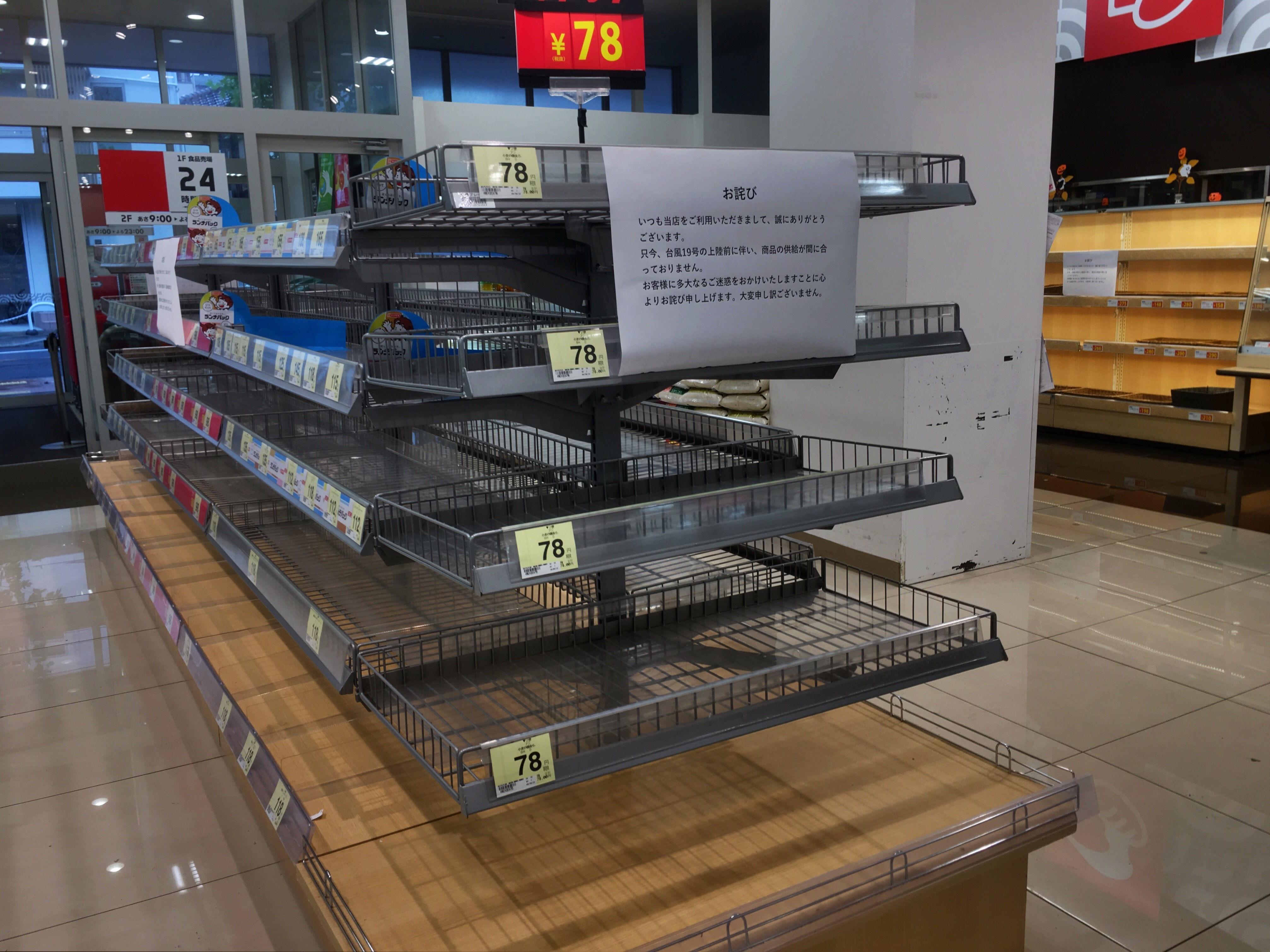
As prateleiras das lojas em Tóquio foram rapidamente esvaziadas, pois as pessoas compravam suprimentos antes da chegada de Hagibis

As previsões no leste, oeste e norte do Japão indicavam ventos fortes e chuvas torrenciais que provavelmente causariam inundações e deslizamentos de terra. JR Group, Japan Airlines e All Nippon Airways suspenderam os serviços. O meteorologista da JMA, Yasushi Kajiwara, disse: "É uma situação de nível 5; algum tipo de desastre já pode ter ocorrido. As pessoas são fortemente aconselhadas a agir para proteger suas vidas imediatamente." Ordens de evacuação foram emitidas para mais de 800 000 famílias em 11 províncias. Mais de 230 000 pessoas seguiram o conselho de ir para abrigos de evacuação.
O tufão teve efeitos em vários grandes eventos esportivos ocorridos no Japão. Três partidas da Copa do Mundo de Rugby de 2019 foram canceladas devido a Hagibis, incluindo as partidas do Grupo B entre Nova Zelândia e Itália, e Canadá e Namíbia, e a partida do Grupo C entre Inglaterra e França. Isso marcou a primeira vez que as partidas foram canceladas na história da Copa do Mundo de Rugby. Todas as partidas canceladas foram contadas como empates: o confronto cancelado eliminou efetivamente a Itália do torneio, já que eles tinham a chance de se classificar para a fase eliminatória com margem suficiente de vitória contra a Nova Zelândia.
Em 11 de outubro, foi anunciado que a sessão de treinos de sábado para o Grande Prêmio do Japão de 2019 no Circuito de Suzuka seria cancelada e a sessão de qualificação de sábado foi adiada para a manhã de domingo antes da corrida. O Campeonato Japonês de F4 também cancelou sua etapa no circuito. O Nippon Professional Baseball adiou os dois jogos do Jogo 4 Climax Series na Pacific League Climax Series 2019 e na Central League Climax Series 2019, apesar dos jogos serem disputados em estádios fechados [a]. Ambos os jogos estavam previstos para acontecer no sábado, 12 de outubro, um em Tokorozawa, Saitama, e outro em Bunkyō, Tóquio. Os jogos foram disputados no dia seguinte, domingo, 13 de outubro.
O Belluna Dome, onde a Pacific League Climax Series 2019 estava sendo realizada, não possui uma parede atrás das arquibancadas, apesar de ser um estádio com cobertura fechada.

## Impacto

### Guam e as Ilhas Marianas do Norte
As Ilhas Marianas foram atingidas pelo tufão Hagibis. O governador interino Arnold Palacios começou a dar sinais de "tudo limpo" com base em informações do Serviço Nacional de Meteorologia e do Centro de Operações de Emergência da CNMI. As comunidades estão limpando os escombros e todos os centros de evacuação estão fechados. em 12 de outubro, a maioria dos serviços públicos foi restaurada e começou a reabrir.

### Japão

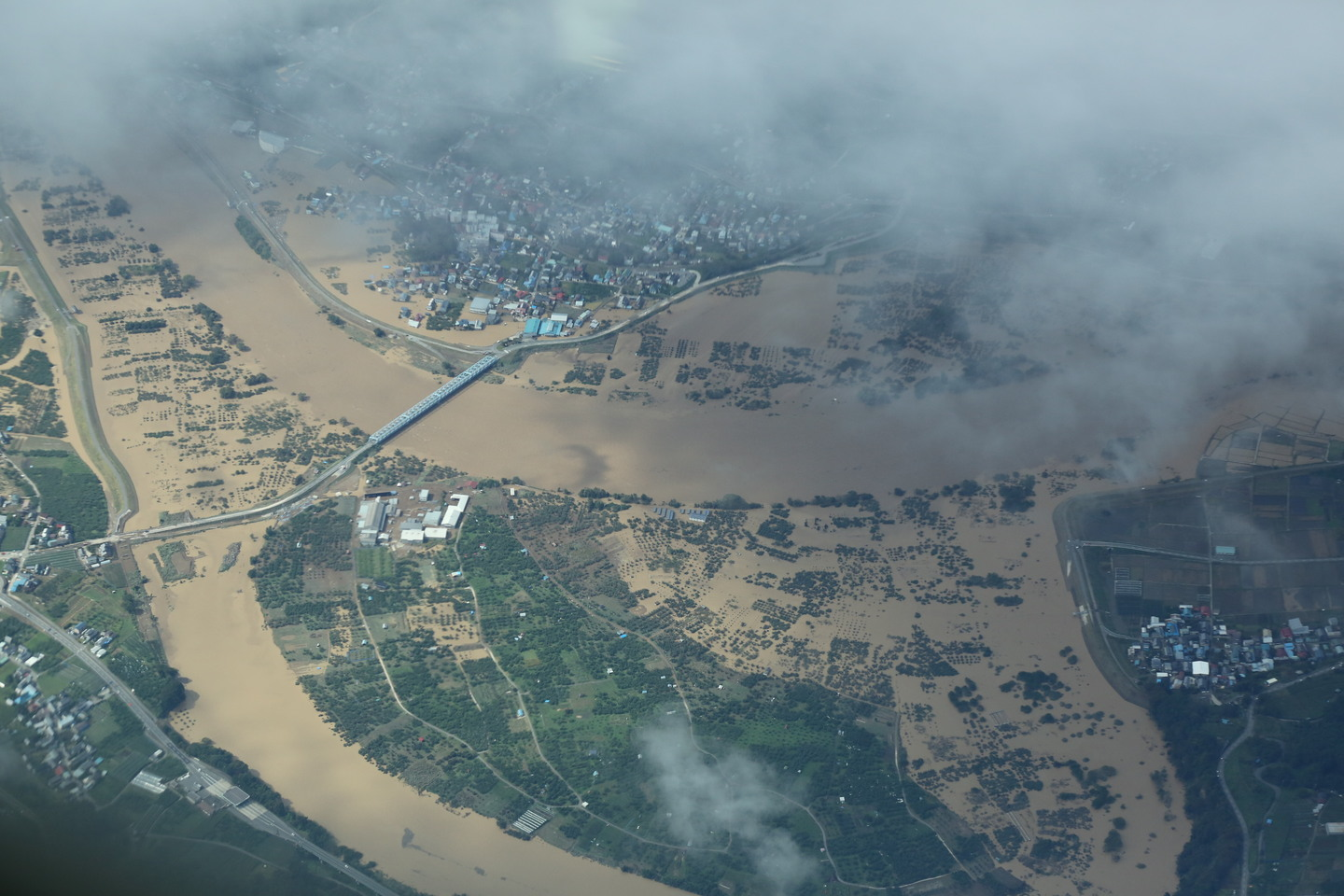
Uma vista aérea da inundação em Nagano, Japão

Cedo em 12 de outubro, um tornado atingiu a cidade de Ichihara, matando uma pessoa e deixando duas feridas. À tarde, algumas áreas do Japão sofreram fortes inundações, com dezenas de milhares de casas sem energia. A Agência Meteorológica do Japão alertou que ventos fortes podem causar mais inundações e deslizamentos de terra. A agência emitiu avisos de evacuação em áreas de alto risco. Mais de 30 in (76 cm) de chuva caiu em partes do Japão. A Agência de Gerenciamento de Incêndios e Desastres do Japão afirmou que pelo menos 98 pessoas foram confirmadas mortas, 7 pessoas estão desaparecidas e 346 pessoas ficaram feridas pela tempestade. Mais de 270 000 residências ficaram sem energia em todo o país. Dez trens da Linha Hokuriku Shinkansen na cidade de Nagano foram inundados pelas águas, levando a uma perda de ¥ 32,8 bilhões (US$ 300 milhões). As perdas econômicas em todo o país são estimadas em US$ 15 bilhões, e as perdas seguradas são estimadas em US$ 9 bilhão.
Por volta das 6h22 PM JST (09h22 UTC) em 12 de outubro, um terremoto de magnitude 5,7 ocorreu na costa da província de Chiba, piorando as condições perigosas já criadas por Hagibis.

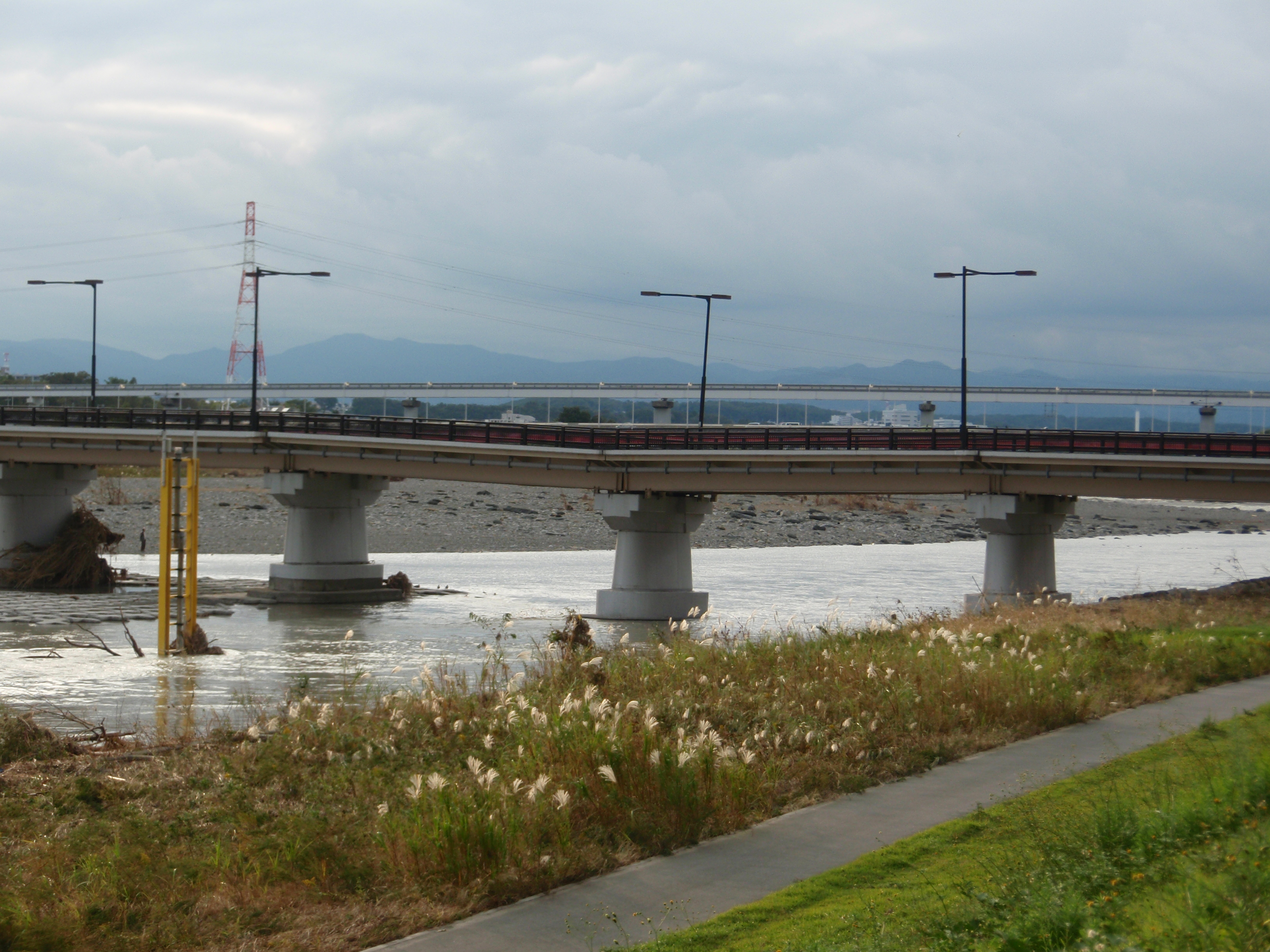
Ponte Hino acima do rio Tama, danificada pelo tufão Hagibis

Hagibis também levou ao cancelamento de vários eventos esportivos, como três partidas da Copa do Mundo de Rugby 2019; envolvendo Namíbia x Canadá, Nova Zelândia x Itália, e Inglaterra x França, e o terceiro treino e classificatório para o Japanese Grand Prix. A qualificação para o Grande Prêmio foi remarcada para a manhã de domingo antes da corrida.

#### Grande Prêmio do Japão de 2019
A terceira sessão de treinamentos livres e a classificação foram suspendidas devido à ameaça do tufão Hagibis. A classificação foi programada para disputar-se no domingo às 10h00 hora local (UTC +9).

## Aposentadoria
Devido aos graves impactos do tufão Hagibis no Japão, o nome Hagibis foi oficialmente retirado durante a 52ª Sessão Anual, organizada pelo ESCAP/WMO Typhoon Committee em fevereiro de 2020. Em fevereiro de 2021, o Comitê do Typhoon posteriormente escolheu Ragasa como seu nome substituto.